# 青海省牧草良种繁殖场
青海省牧草良种繁殖场，是中华人民共和国青海省海南藏族自治州同德县下辖的一个类似乡级单位。

## 行政区划
青海省牧草良种繁殖场下辖以下地区：
场部、一队、二队、三队、四队、五队、七队和八队。